# Zerstörer 1942
Zerstörer 1942 byl typ experimentálního torpédoborce stavěného pro německou Kriegsmarine v době druhé světové války. Měl sloužit k vyzkoušení dieselového pohonu. Jediný topédoborec Z51 se do konce války nepodařilo dokončit.

## Stavba
Z51 stavěla loděnice Deschimag AG Weser v Brémách. Loď byla objednána roku 1942 a její kýl byl založen roku 1942. Trup plavidla byl na vodu spuštěn roku 1944. Téměř dokončenou loď 21. března 1945 těžce poškodilo spojenecké letectvo. Po válce byl její vrak sešrotován.

## Konstrukce
Výzbroj plavidla měly po jeho dokončení tvořit čtyři 127mm kanóny, osm 37mm a dvanáct 20mm protiletadlových kanónů, které doplňovaly dva trojhlavňové 533mm torpédomety. Pohonný systém tvořilo šest čtyřiadvacetiválcových dieselů MAN. Lodní šrouby byly tři. Plánovaná nejvyšší rychlost dosahovala 36 uzlů.